# Udenus w-nigrum
Udenus w-nigrum är en insektsart som beskrevs av Brunner von Wattenwyl 1900. Udenus w-nigrum ingår i släktet Udenus och familjen grottvårtbitare. Inga underarter finns listade i Catalogue of Life.